# Heli Toikka
Heli Toikka (Kotka, 1º marzo 1962) è un'ex cestista finlandese.

## Carriera
Con la Finlandia ha disputato Campionati europei del 1981.